# France aux Jeux olympiques d'hiver de 2006
Cet article contient des informations sur la participation et les résultats de la France aux Jeux olympiques d'hiver de 2006 à Turin en Italie.
L'équipe de France olympique, représentée par 89 athlètes, a remporté 9 médailles (3 en or, 2 en argent, 4 en bronze), se situant à la 10e place des nations au tableau des médailles.
Le porte-drapeau de la délégation française était Bruno Mingeon, pilote de bobsleigh.
Les 2 DTN étaient : Gérard Rougier pour la FFS et Patrick Ranvier pour la FFSG.

## Bilan général
| Place | Sport           | Médaille d'or, Jeux olympiques | Médaille d'argent, Jeux olympiques | Médaille de bronze, Jeux olympiques | Total |
| ----- | --------------- | ------------------------------ | ---------------------------------- | ----------------------------------- | ----- |
| 1     | Biathlon        | 2                              | 0                                  | 2                                   | 4     |
| 2     | Ski alpin       | 1                              | 1                                  | 0                                   | 2     |
| 3     | Ski de fond     | 0                              | 1                                  | 0                                   | 1     |
| 4     | Ski acrobatique | 0                              | 0                                  | 1                                   | 1     |
| 4     | Snowboard       | 0                              | 0                                  | 1                                   | 1     |
| Total | Total           | 3                              | 2                                  | 4                                   | 9     |

## Liste des médaillés français

### Médailles d'or
| Sport              | Discipline            | Sportifs                | Performance   |
| Médailles d'or : 3 |                       |                         |               |
| Biathlon           | 7,5 km sprint (F)     | Florence Baverel-Robert | 22 min 31 s 4 |
| Biathlon           | 12,5 km poursuite (H) | Vincent Defrasne        | 35 min 20 s 2 |
| Ski alpin          | Descente (H)          | Antoine Deneriaz        | 1 min 48 s 80 |

### Médailles d'argent

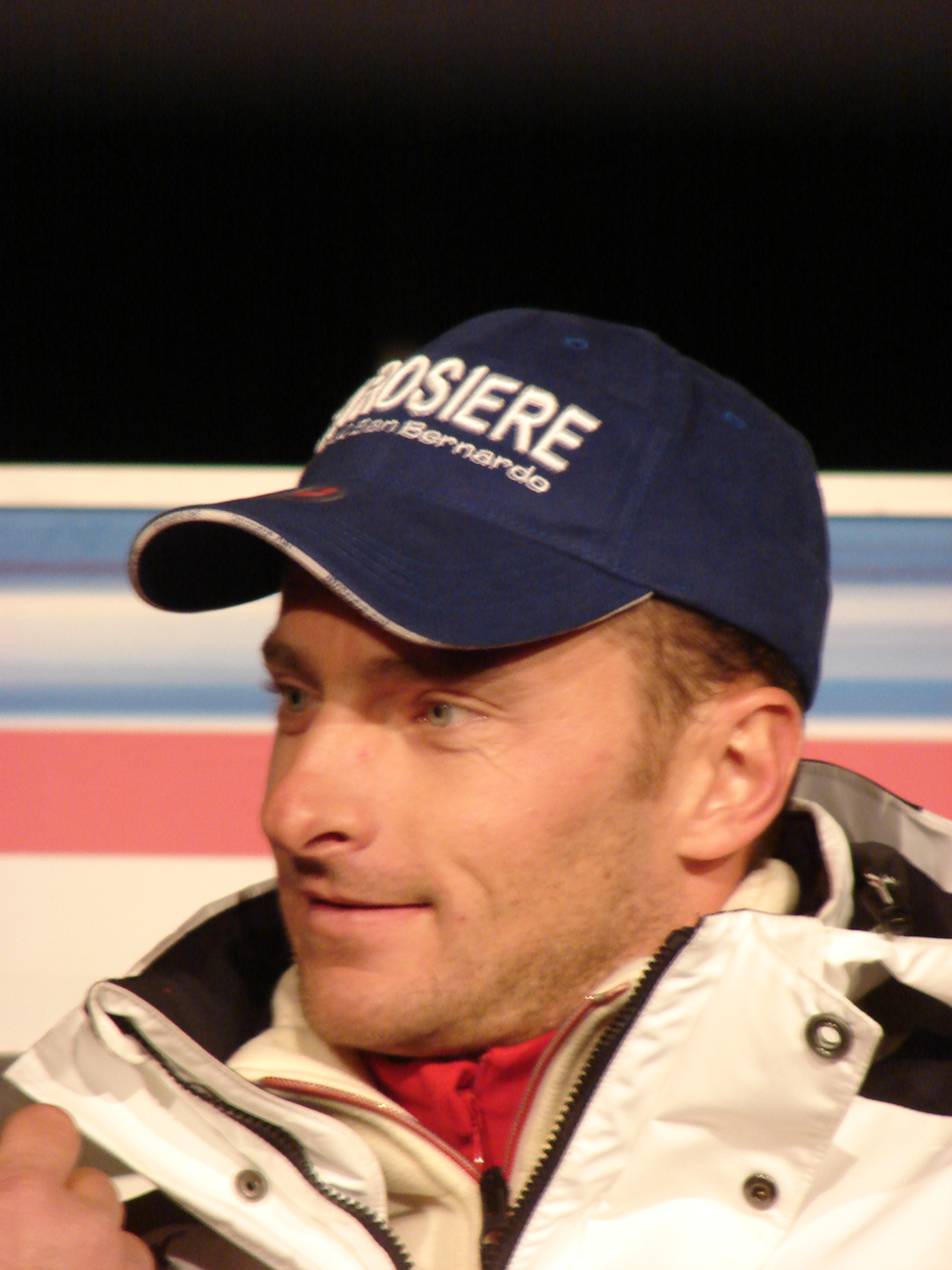
Joël Chenal

| Sport                  | Discipline       | Sportifs       | Performance   |
| Médailles d'argent : 2 |                  |                |               |
| Ski alpin              | Slalom géant (H) | Joël Chenal    | 2 min 35 s 07 |
| Ski de fond            | Sprint (H)       | Roddy Darragon |               |

### Médailles de bronze
| Sport                   | Discipline            | Sportifs                                                                | Performance       |
| Médailles de bronze : 4 |                       |                                                                         |                   |
| Biathlon                | Relais 4 × 7,5 km (H) | Julien Robert Vincent Defrasne Ferréol Cannard Raphaël Poirée           | 1 h 22 min 35 s 1 |
| Biathlon                | Relais 4 × 6 km (F)   | Delphyne Peretto Florence Baverel-Robert Sylvie Becaert Sandrine Bailly |                   |
| Ski acrobatique         | Bosses (F)            | Sandra Laoura                                                           | 25,37 pts         |
| Snowboard               | Cross (H)             | Paul-Henri de Le Rue                                                    |                   |

- Liste des vainqueurs d'une médaille (par ordre chronologique)
  - Sandra Laoura  en Ski acrobatique à l'épreuve des bosses F Résultats
  - Antoine Dénériaz  en ski alpin descente masculine Résultats
  - Florence Baverel-Robert  en biathlon sprint 7,5 km Résultats
  - Paul-Henri de Le Rue  en snowboard dans l'épreuve du cross H Résultats
  - Vincent Defrasne  en Biathlon en poursuite 12,5 km H Résultats
  - Joël Chenal  en ski alpin slalom géant H Résultats
  - Julien Robert, Vincent Defrasne, Ferréol Cannard et Raphaël Poirée  en biathlon en relais 4 × 7,5 km H Résultats
  - Roddy Darragon  en ski de fond en sprint H Résultats
  - Delphyne Peretto, Florence Baverel-Robert, Sylvie Becaert, et Sandrine Bailly  en biathlon en relais 4 × 6 km F Résultats

## Engagés français par sport

### Biathlon
20 km H
- Julien Robert
  - 6e en 55 min 59 s 4 (0 pénalité)
- Raphaël Poirée
  - 20e en 57 min 21 s 1 (3 pénalités)
- Simon Fourcade
  - 31e en 59 min 01 s 7 (3 pénalités)
- Vincent Defrasne
  - 34e en 59 min 16 s 1 (6 pénalités)

10 km H
- Vincent Defrasne
  - 5e en 26 min 54 s 2 (1 pénalité)
- Raphaël Poirée
  - 9e en 27 min 19 s 0 (1 pénalité)
- Julien Robert
  - 19e en 27 min 54 s 1 (0 pénalité)
- Ferréol Cannard
  - 33e en 28 min 19 s 7 (1 pénalité)

12,5 km poursuite H
- Vincent Defrasne
  -  en 35 min 20 s 2 (2 pénalités)
- Julien Robert
  - 10e à 1 min 55 s 7 du premier (1 pénalité)
- Ferréol Cannard
  - 42e à 4 min 47 s 5 du premier (3 pénalités)
- Raphaël Poirée
  - abandon (ski brisé lors d'une chute)

15 km H départ groupé
- Ferréol Cannard
- Vincent Defrasne
- Raphaël Poirée
- Julien Robert

Relais 4 × 7,5 km H
- Ferréol Cannard
- Vincent Defrasne
- Raphaël Poirée
- Julien Robert
  -  en 1 h 22 min 35 s 1 (6 pioches)

(remplaçants)
- Simon Fourcade
- Alexandre Aubert

15 km F
- Sandrine Bailly
  - 7e en 51 min 58 s 2 (3 pénalités)
- Sylvie Becaert
  - 25e en 53 min 59 s 0 (2 pénalités)
- Florence Baverel-Robert
  - 27e en 54 min 14 s 1 (5 pénalités)
- Delphyne Peretto
  - 41e en 55 min 40 s 5 (3 pénalités)

7,5 km F
- Florence Baverel-Robert
  -  en 22 min 31 s 4 (0 pénalité)
- Sandrine Bailly
  - 6e en 22 min 43 s 0 (2 pénalités)
- Delphyne Peretto
  - 14e en 23 min 31 s 2 (0 pénalité)
- Sylvie Becaert
  - 30e en 24 min 12 s 9 (0 pénalité)

10 km poursuite F
- Sandrine Bailly
  - 12e à 2 min 55 s 8 de la première (3 pénalités)
- Florence Baverel-Robert
  - 13e à 3 min 14 s 0 de la première (4 pénalités)
- Delphyne Peretto
  - 26e à 5 min 09 s 2 de la première (3 pénalités)
- Sylvie Becaert
  - 34e à 6 min 33 s 5 de la première (3 pénalités)

12,5 km F départ groupé
- Sandrine Bailly
- Florence Baverel-Robert
- Sylvie Becaert
- Delphyne Peretto

Relais F
- Sandrine Bailly
- Florence Baverel-Robert
- Sylvie Becaert
- Christelle Gros
- Delphyne Peretto

### Bobsleigh
Bob à deux H
- Stéphane Galbert
- Bruno Mingeon
  - 21e en 2 min 50 s 35 en 3 manches (56 s 49 + 56 s 75 + 57 s 11)

Bob à quatre H
- Christophe Fouquet
- Stéphane Galbert
- Pierre-Alain Menneron
- Bruno Mingeon
- Alexandre Vanhoutte

### Combiné nordique
Individuel H
- Jason Lamy-Chappuis
  - 11e (257,0 pts en saut et 41 min 12 s 0 en ski de fond)
- Ludovic Roux
  - 26e (211,5 pts en saut et 40 min 18 s 6 en ski de fond)
- Nicolas Bal
  - 31e (188,5 pts en saut et 39 min 32 s 9 en ski de fond)

Par équipe H
- Nicolas Bal
- François Braud
- Jason Lamy-Chappuis
- Ludovic Roux
  - 6e (848,2 pts de saut et 50 min 19 s 6 en ski de fond)
- Maxime Laheurte (remplaçant)

Sprint H
- Jason Lamy-Chappuis
  - 4e à 22 s 5 du premier (saut à ski : 132 mètres, soit 124,4 points ; temps de ski de fond : 18 min 46 s 5)
- Nicolas Bal
  - 27e à 1 min 37 s 7 du premier (saut à ski : 95,4 points ; temps de ski de fond : 18 min 05 s 7)

### Patinage artistique
Hommes
- Brian Joubert
  - 6e (212,89 pts)
- Frédéric Dambier
  - 19e (177,59 pts)

Couples
- Yannick Bonheur et Marylin Pla
  - 14e (132,84 pts)

Danse sur glace
- Olivier Schoenfelder et Isabelle Delobel
  - 4e (194,28 pts)
- Fabian Bourzat et Nathalie Péchalat
  - 18e (149,31 pts)

### Short-track
1 000 m H
- Maxime Chataignier
  - disqualifié en séries éliminatoires
- Jean-Charles Mattei
  - éliminé en séries éliminatoires (3e de sa série en 1 min 28 s 009)

1 500 m H
- Maxime Chataignier
  - éliminé en séries éliminatoires (4e de sa série en 2 min 23 s 966)
- Jean-Charles Mattei
  - éliminé en séries éliminatoires (5e de sa série en 2 min 43 s 543)

500 m F
- Stéphanie Bouvier
  - éliminée en séries éliminatoires (disqualifiée dans sa série)

1 000 m F
- Stéphanie Bouvier
- Min-Kyung Choi

1 500 m F
- Stéphanie Bouvier
  - disqualifiée en demi-finale
- Myrtille Gollin
  - éliminée en séries éliminatoires (4e de sa série en 2 min 38 s 442)

Relais F
- Stéphanie Bouvier
- Min-Kyung Choi
- Myrtille Gollin
- Céline Lecompére
- Véronique Pierron
  - Qualifiées en finale B

### Skeleton
Hommes
- Philippe Cavoret
  - 14e (1 min 58 s 87, soit 59 s 79 + 59 s 08)

### Ski acrobatique
Sauts
- Aurélien Lohrer

Bosses H
- Guilbault Colas
  - 10e (23,60 pts)
- Pierre Ochs
  - 16e (21,37 pts)
- Silvan Palazot
  - éliminé en qualifications (21,29 pts)

Bosses F
- Sandra Laoura
  -  (25,37 pts)

### Ski alpin
Slalom H
- Pierrick Bourgeat
- Jean-Baptiste Grange
- Stéphane Tissot
- Jean-Pierre Vidal (forfait, bras cassé)

Slalom géant H
- Joël Chenal
  -  en 2 min 35 s 07 (1 min 16 s 80 + 1 min 18 s 27)
- Raphaël Burtin
  - 21e en 2 min 40 s 99 (1 min 20 s 70 + 1 min 20 s 29)
- Thomas Fanara
  - abandon en première manche
- Gauthier de Tessieres
  - abandon en première manche
- Frédéric Covili (remplaçant)

Descente H
- Antoine Dénériaz
  -  en 1 min 48 s 80
- Pierre-Emmanuel Dalcin
  - 11e en 1 min 50 s 35
- Yannick Bertrand
  - 24e en 1 min 51 s 37

Super-G H
- Antoine Dénériaz
  - 11e en 1 min 31 s 49
- Yannick Bertrand
  - 24e en 1 min 32 s 21
- Gauthier de Tessieres
  - 39e en 1 min 34 s 94
- Pierre-Emmanuel Dalcin
  - abandon

Combiné H
- Pierrick Bourgeat
  - 8e en 3 min 11 s 29 (cumul de la descente 1 min 41 s 35 et des deux manches de slalom 1 min 29 s 94)
- Jean-Baptiste Grange
  - 13e en 3 min 12 s 51 (cumul de la descente 1 min 44 s 05 et des deux manches de slalom 1 min 28 s 46)

Slalom F
- Florine de Leymarie
  - 11e en 1 min 31 s 39
- Vanessa Vidal
  - 26e en 1 min 32 s 97
- Anne-Sophie Barthet
  - 34e en 1 min 36 s 66
- Laure Pequegnot
  - abandon en première manche
- Christel Pascal (remplaçante)

Slalom géant F
- Anne-Sophie Barthet
- Ingrid Jacquemod

Descente F
- Marie Marchand-Arvier
  - 15e en 1 min 58 s 39
- Ingrid Jacquemod
  - 16e en 1 min 58 s 46
- Carole Montillet
  - 28e en 2 min 01 s 03

Super-G F
- Carole Montillet
  - 5e en 1 min 33 s 31
- Marie Marchand-Arvier
  - 25e en 1 min 34 s 82
- Ingrid Jacquemod
  - 32e en 1 min 35 s 28

Combiné F
- Marie Marchand-Arvier
  - 18e en 2 min 57 s 11 (cumul des deux manches de slalom 1 min 25 s 66 et de la descente 1 min 31 s 45)
- Anne-Sophie Barthet
  - abandon dans la première manche du slalom (slalom effectué avant la descente)

### Ski de fond
Sprint H
- Roddy Darragon
  -  à 0 s 6 du premier de la finale A

15 km classique H
- Vincent Vittoz
  - 15e en 39 min 27 s 3
- Alexandre Rousselet
  - 19e en 39 min 48 s 4
- Jean-Marc Gaillard
  - 24e en 40 min 09 s 2
- Christophe Perrillat-Collomb
  - 25e en 40 min 12 s 0

30 km poursuite H
- Vincent Vittoz
  - 6e en 1 h 17 min 07 s 5
- Alexandre Rousselet
  - 27e en 1 h 19 min 17 s 0
- Christophe Perrillat-Collomb
  - 35e en 1 h 20 min 12 s 0
- Emmanuel Jonnier
  - Abandon

50 km libre H
- Jean-Marc Gaillard
- Emmanuel Jonnier
- Christophe Perrillat-Collomb
- Alexandre Rousselet
- Vincent Vittoz

Relais H
- Emmanuel Jonnier
- Christophe Perrillat-Collomb
- Alexandre Rousselet
- Vincent Vittoz
  - 4e en 1 h 44 min 22 s 8

Sprint F
- Élodie Bourgeois-Pin
- Aurélie Perrillat-Collomb
- Émilie Vina

10km classique F
- Élodie Bourgeois-Pin
  - 22e en 29 min 40 s 6
- Aurélie Perrillat-Collomb
  - 37e en 30 min 35 s 9

15 km poursuite F
- Karine Philippot
  - 20e en 45 min 06 s 5

30 km libre F
- Karine Philippot

Sprint par équipe F
- Aurélie Perrillat-Collomb et Karine Philippot
  - Éliminées en demi-finale (17 min 54 s 5)

Relais 4 × 5 km F
- Aurélie Perrillat-Collomb
- Karine Philippot
- Cécile Storti
- Émilie Vina
  - 9e en 56 min 41 s 4
- Élodie Bourgeois-Pin (grippée)

### Snowboard
Halfpipe H
- Gary Zebrowski
  - 6e (38,6 pts)
- Mathieu Crepel
  - Éliminé en qualification

Halfpipe F
- Doriane Vidal
  - 8e (35,7 pts)
- Sophie Rodriguez
  - Éliminée en qualification
- Cécile Alzina
  - Éliminée en qualification

Slalom H
- Mathieu Bozzetto
  - Quatrième
- Nicolas Huet
  - Éliminé en 1/8 de finale

Slalom F
- Isabelle Blanc
  - Éliminée en 1/8 de finale
- Julie Pomagalski
  - Éliminée en 1/4 de finale

Cross H
- Paul-Henri de Le Rue
  -  (3e de la finale A)
- Xavier de Le Rue
  - 18e
- Sylvain Duclos
  - 29e
- Pierre Vaultier
  - 35e

Cross F
- Marie Laissus
  - 8e
- Deborah Anthonioz
  - 10e
- Karine Ruby
  - 16e
- Julie Pomagalski
  - 23e